# British Rail Class 13
A British Rail Class 13 foi criada em 1965 para suprir a necessidade por mais locomotivas manobreiras para o pátio Tinsley Marshalling Yard. Esta então foi criada com base na locomotiva British Rail Class 08, com a diferença que eram duas acopladas permanentemente sendo que só uma controlava a composição.